# Abri-cavaliers du bois de la Cambre
Pour les articles homonymes, voir Abri.

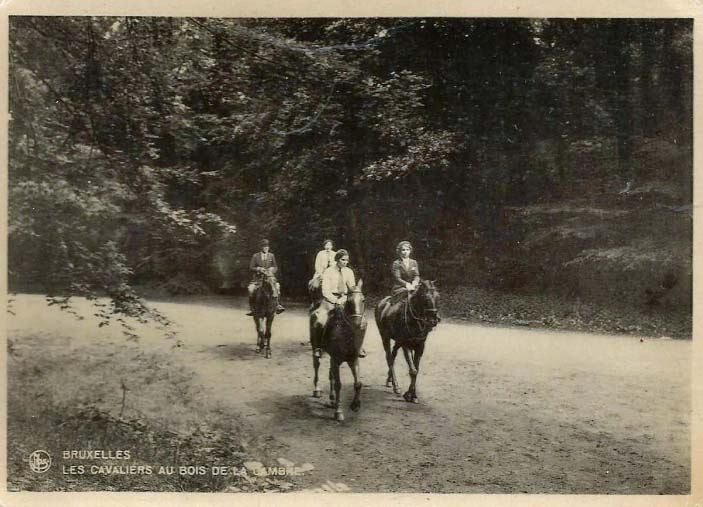
Les trois abris-cavaliers du bois de la Cambre furent construits à la fin du XIXe siècle (1872-1878-1882).

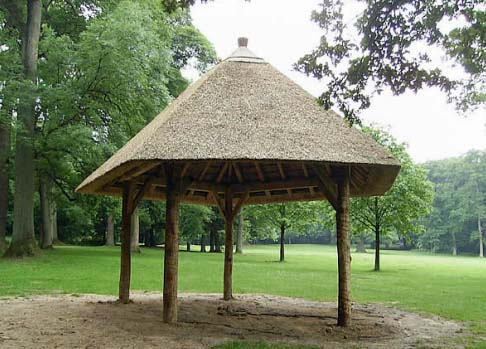
L'abri-cavalier hexagonal avant sa destruction par vandalisme.

Les abris-cavaliers (en néerlandais : De schuilplaatsen voor ruiters) du bois de la Cambre ont été construits par l'architecte-paysagiste Edouard Keilig. Au nombre de trois, seul l'abri hexagonal, construit en 1872, fut vandalisé dans la nuit du 2 au 3 mai 2015. Les trois édifices font partie des éléments forts du style paysager du bois à ses origines. Ils étaient surtout destinés à protéger chevaux et cavaliers de la foudre en cas d'orage.

## Situation

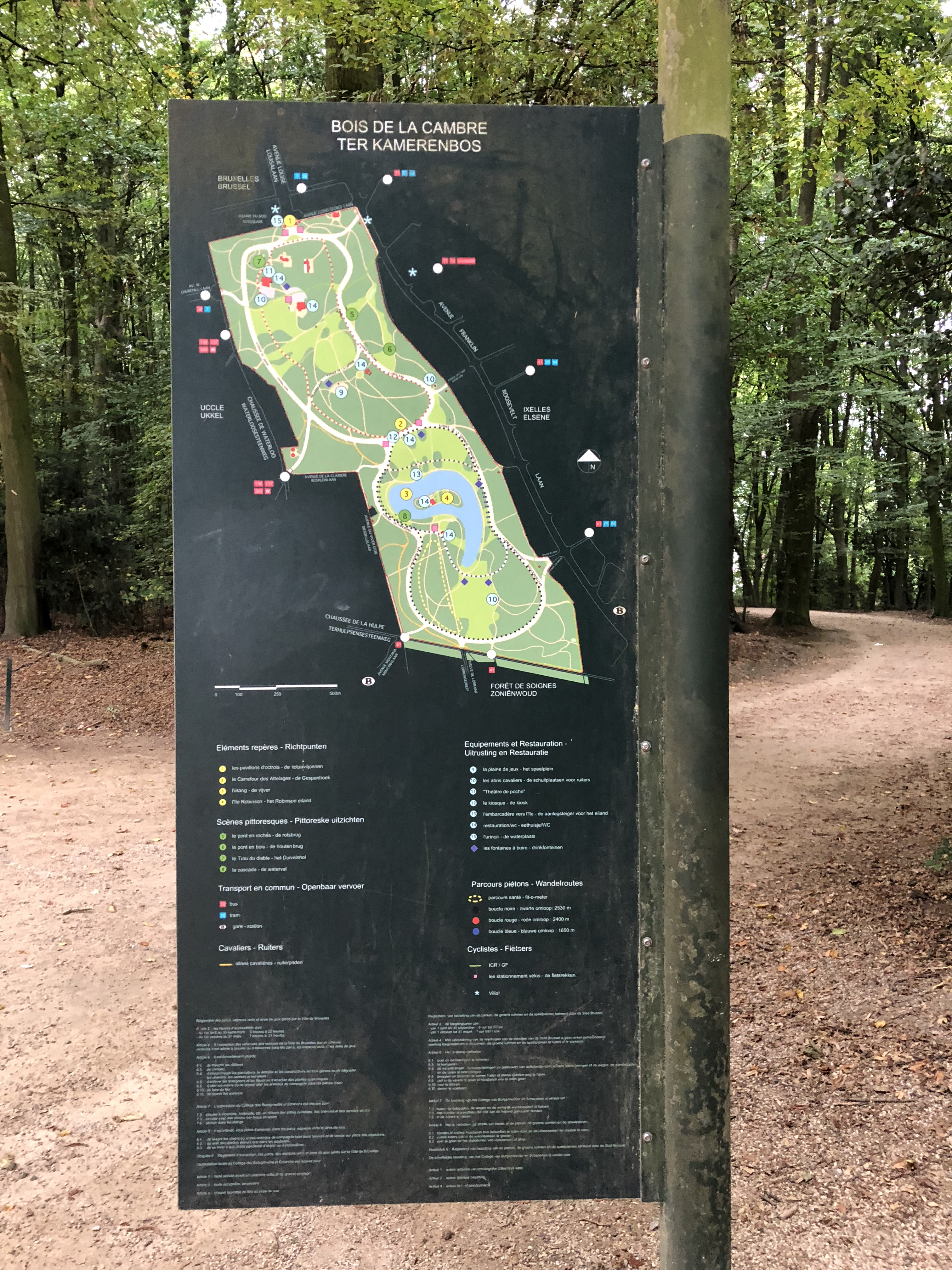
Panneau avec plan du bois de la Cambre, les trois abri-cavaliers sont aux emplacements "10".

On trouve situé plaine « dite » des Artilleurs, au sud du lac, l'abri-hexagonal, au centre, sur le chemin de l'Aube, l'abri octogonal (le plus grand) et, au nord, l'abri champignon situé à l'angle de l'allée des Amazones et du chemin du Croquet.

## Galerie

de nos jours
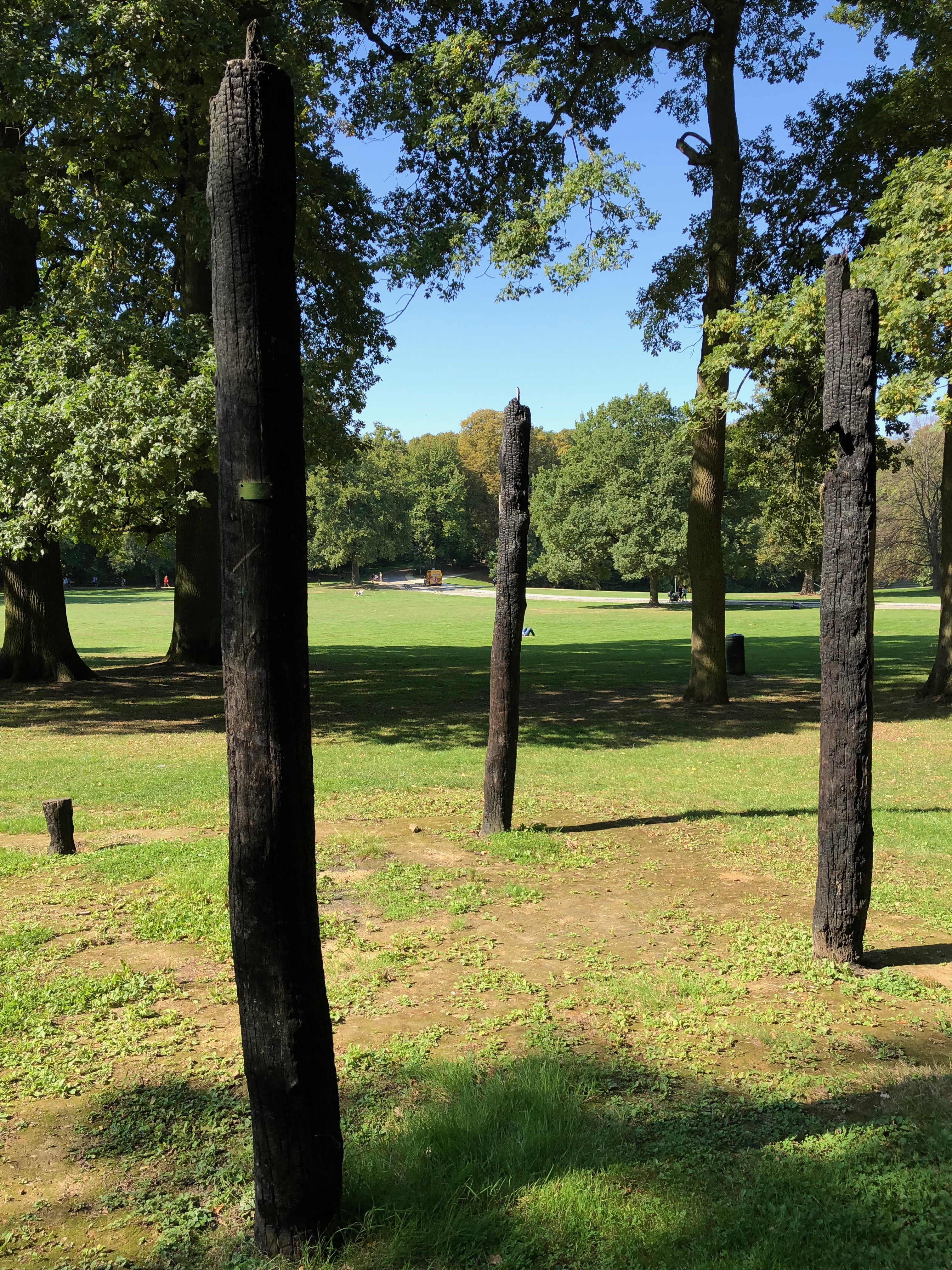
Abri-cavalier (1872) : ruines de l’abri hexagonal
- Chemin des Anémones.
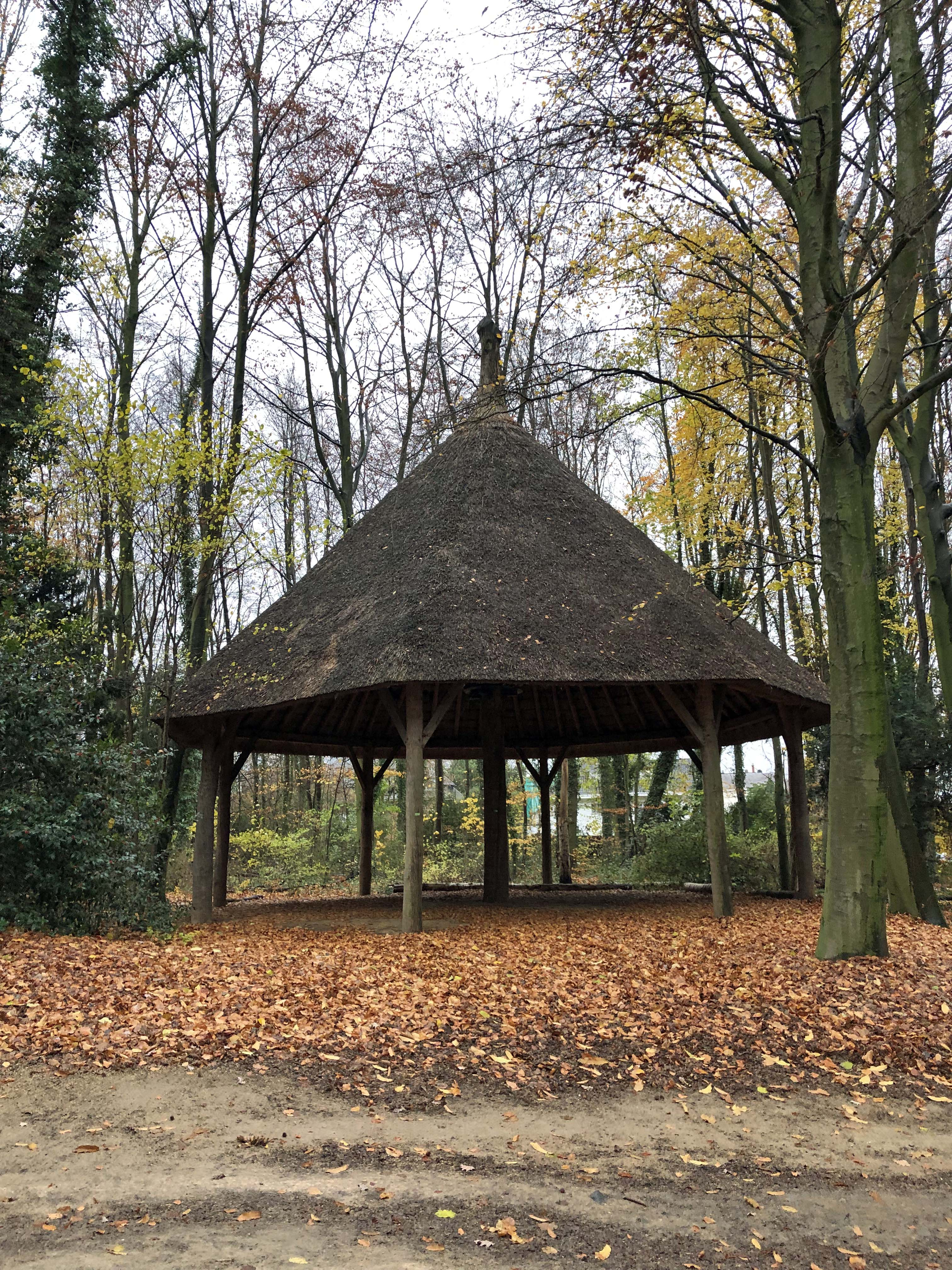
Abri-cavalier (1878) : le plus grand, l’abri octogonal
- chemin de l'Aube.
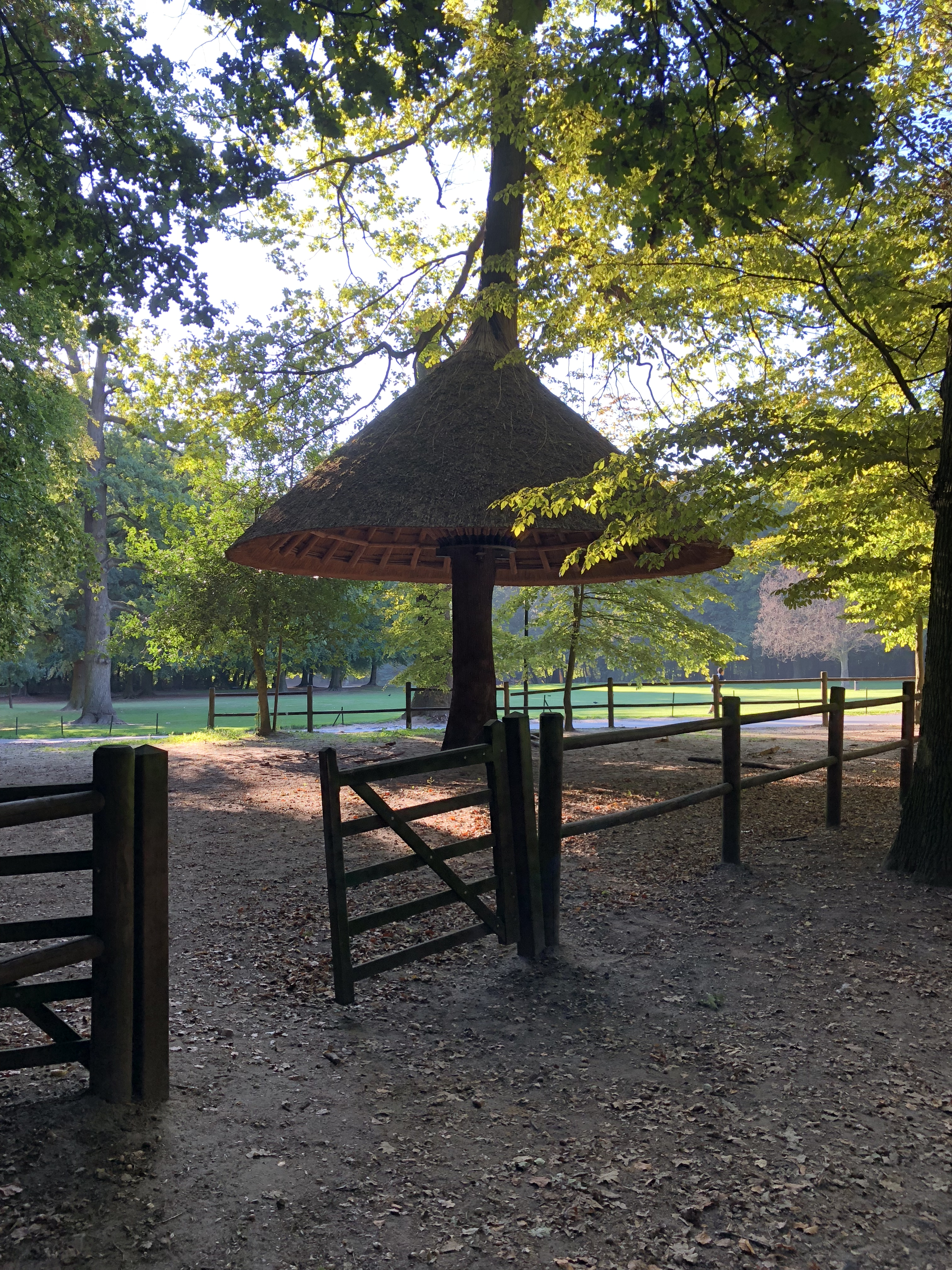
Abri-Cavalier (1882) : l'abri champignon (ou parasol)
- allée des Amazones.